# فلسفه اسپانیایی
فلسفه اسپانیایی سنت فلسفی مردم و سرزمین‌هایی است که ملت امروزی اسپانیا را تشکیل می‌دهند و نیز شهروندانش در خارج از این کشور. اگرچه تفکر فلسفی اسپانیایی تأثیر ژرفی روی سنت‌های فلسفی در سرتاسر آمریکای لاتین داشت، آشفتگی سیاسی در اسپانیا در قرن بیستم اثر فلسفه اسپانیایی در زمینه‌های بین‌المللی را کمرنگ کرد. در اسپانیا در این دوره رمان‌های داستانی با شالوده فلسفی تأثیرگذار بودند و منجر به برخی از نخستین رمان‌های اروپایی مدرنیستی شدند؛ مانند کارهای میگل د اونامونو و پیو باروخا.